# 信達三十三観音霊場
信達三十三観音霊場（しんたつさんじゅうさんかんのんれいじょう）は、福島県中通り北部を占める信達地方（信夫郡および伊達郡）、すなわち、福島盆地に所在する三十三箇所の観音菩薩を巡拝する民間信仰である。
11番の天王寺は奥州三十三観音霊場の11番、19番の観音寺は同12番、22番の大聖寺は同13番と重複する。

## 霊場一覧
| No. | 通称           | 通称の読み       | 本尊         | 別当寺             | 宗派         | 所在地       |
| --- | -------------- | ---------------- | ------------ | ------------------ | ------------ | ------------ |
| 1   | 小倉寺観音     | おぐらじ         | 千手観世音   | 大蔵寺             | 臨済宗       | 福島市小倉寺 |
| 2   | 文知摺観音     | もちずり         | 聖観世音     | 安洞院             | 曹洞宗       | 福島市山口   |
| 3   | 羽黒山観音     | はぐろさん       | 如意輪観音   | 薬王寺             | 天台宗       | 福島市御山   |
| 4   | 円通寺観音     | えんつうじ       | 如意輪観音   | 円通寺             | 曹洞宗       | 福島市大森   |
| 5   | 城山観音       | じょうやま       | 聖観世音     | 円通寺             | 曹洞宗       | 福島市大森   |
| 6   | 慈徳寺観音     | じとくじ         | 聖観世音     | 慈徳寺             | 曹洞宗       | 福島市佐原   |
| 7   | 白津山観音     | しらつやま       | 聖観世音     | 東源寺             | 曹洞宗       | 福島市桜本   |
| 8   | 清水観音       | きよみず         | 千手観世音   | 清水（せいすい）寺 | 曹洞宗       | 福島市庭坂   |
| 9   | 鯉返り観音     | こいかえり       | 聖観世音     | 大福寺             | 真言宗豊山派 | 福島市大笹生 |
| 10  | 宿縁寺観音     | しゅくえんじ     | 如意輪観音   | 安楽寺             | 曹洞宗       | 福島市大笹生 |
| 11  | 天王寺観音     | てんのうじ       | 聖観世音     | 天王寺             | 臨済宗       | 福島市飯坂町 |
| 12  | 満願寺観音     | まんがんじ       | 聖観世音     | 無能寺             | 浄土宗       | 福島市飯坂町 |
| 13  | 龍源寺観音     | りゅうげんじ     | 聖観世音     | 龍源寺             | 曹洞宗       | 福島市瀬上町 |
| 14  | 宝寿寺観音     | ほうじゅじ       | 聖観世音     | 長楽寺             | 曹洞宗       | 伊達市片町   |
| 15  | 明智寺観音     | みょうちじ       | 聖観世音     | 福源寺             | 曹洞宗       | 福島市飯坂町 |
| 16  | 法明寺観音     | ほうみょうじ     | 十一面観世音 | 松原寺             | 曹洞宗       | 伊達郡桑折町 |
| 17  | 大沢寺観音     | おおさわでら     | 如意輪観世音 | 松原寺             | 曹洞宗       | 伊達郡桑折町 |
| 18  | 慈雲寺観音     | じうんじ         | 聖観世音     | 松原寺             | 曹洞宗       | 伊達郡桑折町 |
| 19  | 観音寺観音     | かんのんじ       | 聖観世音     | 観音寺             | 浄土宗       | 伊達郡桑折町 |
| 20  | 松蔵寺観音     | しょうぞうじ     | 聖観世音     | 松蔵寺             | 曹洞宗       | 伊達郡国見町 |
| 21  | 地蔵庵観音     | じぞうあん       | 馬頭観世音   | 福源寺             | 曹洞宗       | 伊達郡国見町 |
| 22  | 常西寺観音     | じょうさいじ     | 聖観世音     | 大聖寺             | 真言宗豊山派 | 伊達郡桑折町 |
| 23  | 平寺観音       | たいらじ         | 馬頭観世音   | 光台寺             | 曹洞宗       | 伊達市伏黒   |
| 24  | 卯花広智寺観音 | うのはなこうちじ | 聖観世音     | 長谷寺             | 真言宗豊山派 | 伊達市保原町 |
| 25  | 野崎寺観音     | のざきでら       | 聖観世音     | 長谷寺             | 真言宗豊山派 | 伊達市保原町 |
| 26  | 専且寺観音     | せんだんじ       | 聖観世音     | 高福寺             | 真言宗豊山派 | 伊達市保原町 |
| 27  | 寿徳寺観音     | じゅとくじ       | 聖観世音     | 明福院             | 真言宗豊山派 | 伊達市保原町 |
| 28  | 千尋寺観音     | ちひろじ         | 聖観世音     | 三乗院             | 曹洞宗       | 伊達市霊山町 |
| 29  | 霊山寺観音     | りょうぜんじ     | 千手観世音   | 霊山寺             | 天台宗       | 伊達市霊山町 |
| 30  | 利生寺観音     | りしょうじ       | 聖観世音     | 称名寺             | 浄土宗       | 伊達市梁川町 |
| 31  | 長谷寺観音     | ちょうこくじ     | 十一面観世音 | 竜宝寺             | 真言宗豊山派 | 伊達市梁川町 |
| 32  | 清水寺観音     | せいすいじ       | 聖観世音     | 龍沢寺             | 曹洞宗       | 伊達市梁川町 |
| 33  | 竜宝寺観音     | りゅうほうじ     | 聖観世音     | 竜宝寺             | 真言宗豊山派 | 伊達市梁川町 |

## 納経帳と朱印
納経帳は各札所寺院で購入することができる。納経帳にはすでに墨書が印刷されており、納経の際は朱印を受けるだけである。なお、無住（住職がいない）の札所が数カ所ある。その場合の朱印は、観音堂のそばに住んでいる観音講の関係者や、別の札所寺院から受けることになる。そのような札所の場合は納経帳には連絡先が書いてある。

## 交通手段
交通手段は現在では自家用車を用いる場合がほとんどである。四国八十八箇所のような遍路宿はない。だが、電車やバスで自宅や宿のある場所まで戻り、次の時に前回歩き終わった場所から歩き始めれば徒歩での区切り打ちが可能である。